# 伊恩·巴罗斯
伊恩·巴罗斯（英語：Ian Barrows，1995年1月14日—），美国男子帆船运动员。他曾代表美国参加2024年夏季奥林匹克运动会帆船比赛，搭档汉斯·亨肯获得男子49人型铜牌。